# هنري ماري براكنريدغ
هنري ماري براكنريدغ هو محامي وقاضي وسياسي أمريكي، ولد في 11 مايو 1786 في بيتسبرغ في الولايات المتحدة، وتوفي بنفس المكان في 18 يناير 1871. نشط حزبياً في حزب اليمين. وقد انتخب عضو مجلس النواب الأمريكي ‏.